# 空軍第七戰術戰鬥機聯隊
空軍第七戰術戰鬥機聯隊簡稱第七聯隊，前身為空軍第七偵察大隊。駐守志航基地，負責衛戍東部地區的空防安全。目前因F-16C/D戰機交付延遲，正等待換裝。

## 歷史
- 1936年（民國25年）第七偵察大隊成立，轄下第6、12、15、16中隊，裝備2架O-2MC偵察機、錢斯渥特飛機公司可塞機27架。
- 1943年（民國32年），因飛機嚴重缺乏，航空委員會將剩餘人力、機體調補至其他部隊，聯隊番號撤銷。
- 1972年（民國61年）11月1日，空軍第二戰術戰鬥機聯隊第四四部訓隊進駐新落成的志航基地。
- 1978年（民國67年）11月1日，第七大隊復編，並擴編為空軍737戰術戰鬥機聯隊。下轄第四四中隊和新編成的四五、四六中隊。裝備F-5A/B戰機。
- 1980年（民國69年），開始接受F-5E戰鬥機換裝訓練。
- 2012年（民國101年）年底，第四六中隊裁撤，併入第三聯隊的「測評戰研中心」[1]。
- 2017年（民國106年），聯隊番號更銜為「空軍第七飛行訓練聯隊」。[2]
- 2023年（民國112年）12月，第七戰術戰鬥機大隊裁撤。空軍第七飛行訓練聯隊改制為「空軍第七戰術戰鬥機聯隊」。將接收F-16C/D Block 70戰機，並轄下三個作戰隊。
- 2024年（民國113年）10月，因F-16C/D Block 70仍未交付，第四、第五聯隊各4架F-16AM/BM暫時調至此聯隊，以供聯隊官兵熟習相關作業流程[3]。

## 指揮管轄
- 聯隊長少將、副聯隊長上校
  - 第四四戰鬥機作戰隊
  - 第四五戰鬥機作戰隊
  - 第四六戰鬥機中隊（已於2012年(民國101年)裁撤）。
  - 空軍第七修護補給大隊
  - 空軍第七基地勤務大隊
  - 憲兵第七中隊